# Organizacja Państw Turkijskich
Organizacja Państw Turkijskich (tur. Türk Devletleri Teşkilatı; do 12 listopada 2021 tur. Türk Dili Konuşan Ülkeler İşbirliği Konseyi (Türk Konseyi), pol. Rada Współpracy Państw Języków Turkijskich (Rada Turkijska)) – organizacja międzynarodowa zrzeszająca państwa, w których językiem urzędowym są języki turkijskie. Sekretariat Generalny znajduje się w Stambule.
Kraje członkowskie organizacji to: Azerbejdżan, Kazachstan, Kirgistan, Turcja i Uzbekistan. Turkmenistan nie jest obecnie (2020) członkiem Rady Współpracy ze względu na neutralny status, jednak poprzez swoje kulturowe dziedzictwo jest możliwy akces tego państwa do organizacji w przyszłości. Od 2018 r. status obserwatora przy Radzie Współpracy mają Węgry.

Oficjalny symbol organizacji

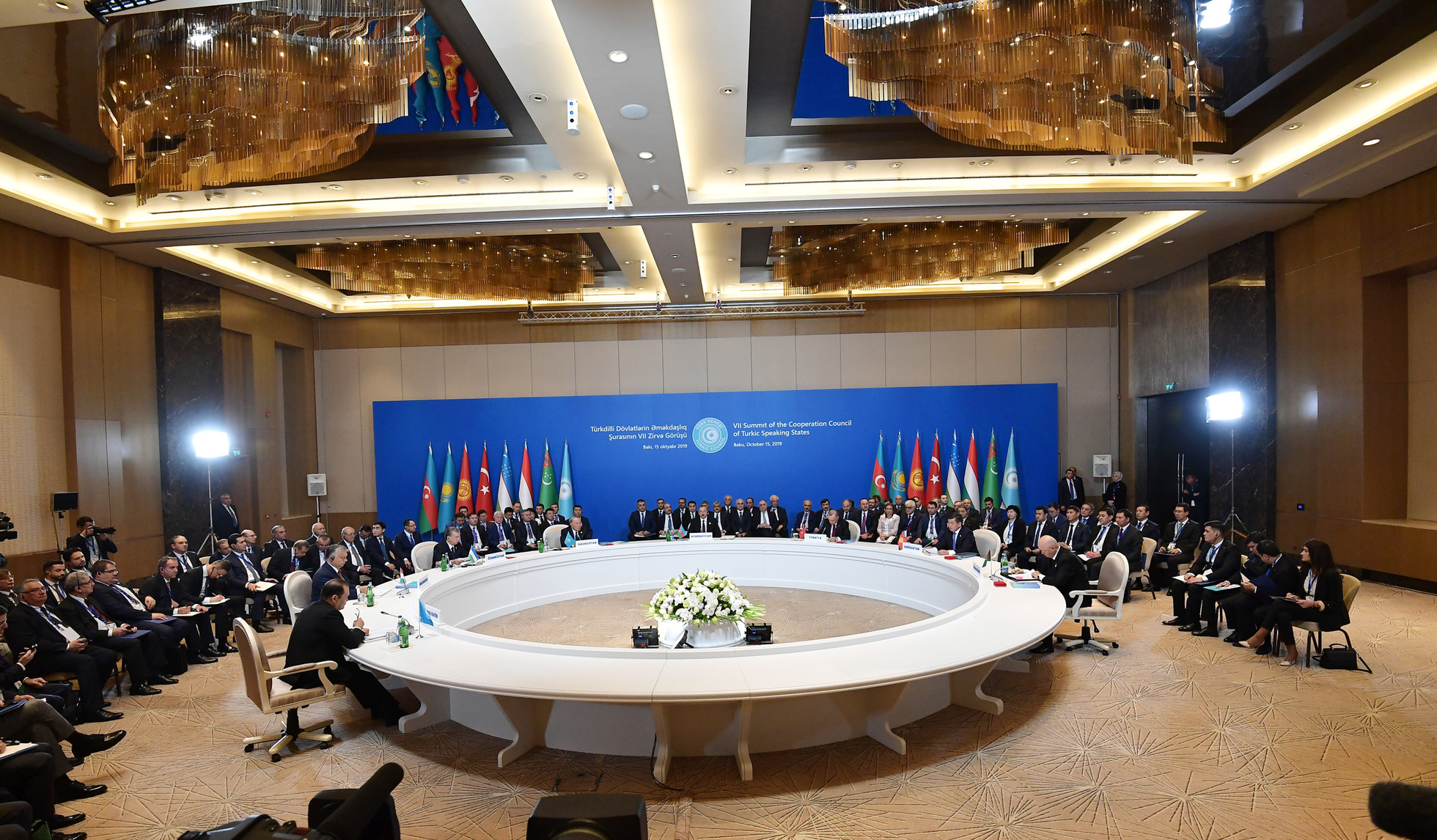
7. Szczyt Rady Współpracy Państw Języków Turkijskich w Baku (2019)

3 września 2018 wybrano Baghdada Amreyeva, kazachskiego polityka, na sekretarza generalnego organizacji. W 2019 r. dożywotnim honorowym prezydentem Rady Współpracy Państw Języków Turkijskich został Nursułtan Nazarbajew, prezydent Kazachstanu w latach 1991–2019 (był on jednym z głównych inicjatorów powołania tego typu organizacji). W listopadzie 2021 na szczycie w Stambule organizacja zmieniła nazwę na: Organizacja Państw Turkijskich (ang. Organization of Turkic States).
Organizacja Państw Turkijskich jest obserwatorem w Organizacji Współpracy Gospodarczej. Podobny status stara się uzyskać również w Organizacji Narodów Zjednoczonych i Organizacji Współpracy Islamskiej.

## Historia
Rada Współpracy Państw Języków Turkijskich została założona 3 października 2009 r. na mocy porozumienia w Nachiczewaniu, podpisanego przez rządy Azerbejdżanu, Kazachstanu, Kirgistanu i Turcji.
W 2012 r. przyjęto oficjalną niebiesko-białą flagę. 30 kwietnia 2018 r. ogłoszono, że do organizacji przystąpi Uzbekistan. Kraj jednak dopiero w kolejnym roku formalnie wystąpił o członkostwo.
Od końca 2018 r. status obserwatora posiadają Węgry i mogą ubiegać się o pełne członkostwo. W 2020 r. Ukraina oznajmiła, że chce ubiegać się o status obserwatora. 3 maja 2021 r. Afganistan oficjalnie złożył wniosek o uzyskanie statusu obserwatora w organizacji.

## Szczyty organizacji
Kolejne szczyty Rady Współpracy odbywały się w: Ałmaty (2011), Biszkeku (2012), Qəbəli (2013), Bodrumie (2014), Astanie (2015), Czołpon-Acie (2018), Baku (2019), Stambule (2021), Astanie (2023), Szuszy (szczyt informacyjny 2024).
15 października 2019 r. w Baku odbył się jubileuszowy 7. Szczyt Rady Państw Współpracy Języków Turkijskich, podczas którego obchodzono 10-lecie istnienia organizacji. Wzięli z nim udział: prezydent Azerbejdżanu İlham Əliyev, prezydent Kirgistanu Sooronbaj Dżeenbekow, prezydent Turcji Recep Tayyip Erdoğan, prezydent Uzbekistanu Shavkat Mirziyoyev oraz premier Węgier Viktor Orbán. Do wzięcia udziału w szczycie zaproszono również Turkmenistan, który reprezentował Purli Agamuradow.
10 kwietnia 2020 r. odbył się, zwołany z inicjatywy prezydenta Azerbejdżanu, nadzwyczajny szczyt, podczas którego w formie wideokonferencji omawiano walkę z pandemią wirusa COVID-19. Wziął w niej udział Tedros Adhanom, dyrektor generalny Światowej Organizacji Zdrowia.
Szczyt w Stambule w 12 listopada 2021 roku odbywał się pod hasłem: „Zielone technologie i inteligentne miasta w epoce cyfrowej”. Podjęto na nim decyzje dotyczące przekształcenia struktury organizacji i uzyskania mapy drogowej jej wspólnych celów w ramach dokumentu wizji na rok 2040.

## Sekretarze generalni
Stan na 2023-02-03.
- Halil Akıncı(inne języki), Turcja (2010-2014)
- Ramil Hasan(inne języki), Azerbejdżan (2014-2018)
- Baghdad Amreyev(inne języki), Kazachstan (2018-2022)[4]
- Kubanychbek Omuraliev(inne języki), Kirgistan (od 2022)[23].

## Państwa członkowskie

### Członkowie
- Turcja (państwo założycielskie)
- Kazachstan (państwo założycielskie)
- Azerbejdżan (państwo założycielskie)
- Kirgistan (państwo założycielskie)
- Uzbekistan (od 2018 r., formalnie 2019 r.)

### Obserwatorzy
- Węgry (od 2018 r.)[3].
- Turkmenistan (od 2021)[24].
- Cypr Północny (od 2022)[25].